# Zoisit
Zoisit, först känd som sualpit, efter dess typlokalitet, är ett mineral, som påminner om epidot och som är ett silikat av kalcium och aluminium med den kemiska formeln Ca2Al3(SiO4)(Si2O7)O(OH). 
Mineralet beskrevs av Abraham Gottlob Werner 1805. Han döpte det efter den karniolanska naturforskaren Sigmund Zois von Edelstein, som skickade honom ett prov från Saualpe i Kärnten. Zois insåg att detta var ett okänt mineral när det lämnades till honom av en mineralhandlare, som antas vara Simon Prešern, 1797.
Inte förrän 1954 fann man stenar i ädelstenskvalitet av zoisit. I Tanzania hittade man en blå sten och varieteten kom senare att kallas tanzanit. Det finns även en röd varietet – thulit.

## Egenskaper
Zoisit kan vara blå till violett, grön, brun, rosa, gul, grå eller färglös. Blå kristaller är kända under namnet tanzanit. Den har en glasaktig lyster och ett konkoidalt till ojämnt brott. När de är euedriska är zoisitkristaller strimmiga parallellt med huvudaxeln (c-axeln). Parallellt med huvudaxeln är också en riktning av perfekt klyvning. Mineralet är mellan 6 och 7 på Mohs hårdhetsskala, och dess specifika vikt varierar från 3,10 till 3,38, beroende på sorten. Den har vit streckfärg och sägs vara spröd. Klinozoisit är en vanligare monoklin polymorf av Ca2Al3(SiO4)(Si2O7)O(OH). 

## Förekomst
Zoisit förekommer som prismatiska, ortorombiska (2/m 2/m 2/m) kristaller eller i massiv form, som finns i metamorf och pegmatitisk bergart. Fyndighdeter är kända från Tanzania (tanzanit), Kenya (anyolit), Norge (thulit), Schweiz, Österrike, Indien, Pakistan och staten Washington i USA.

## Användning
Transparent material formas till ädelstenar medan genomskinligt till ogenomskinligt material vanligtvis snidas.

### Populärkultur
I mangan och animen Sailor Moon är skurken Zoisite uppkallade efter Zoisit.

## Bildgalleri

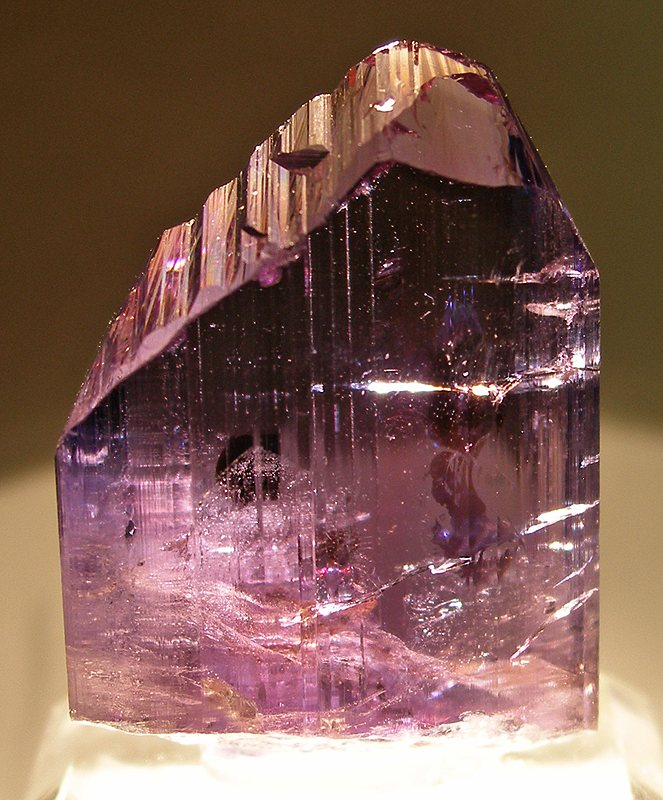
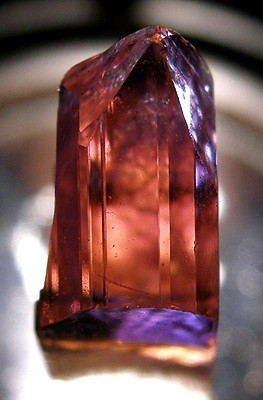
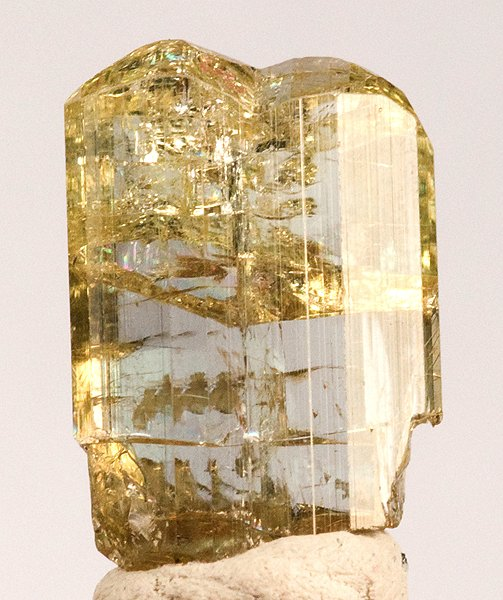
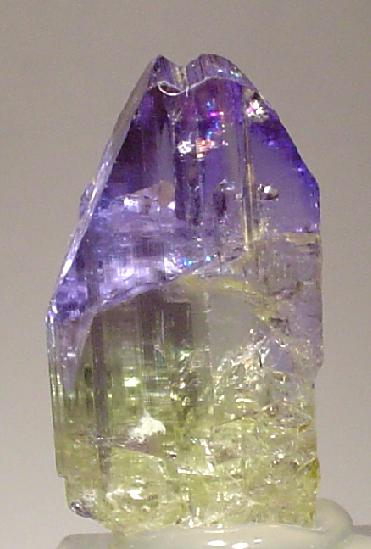
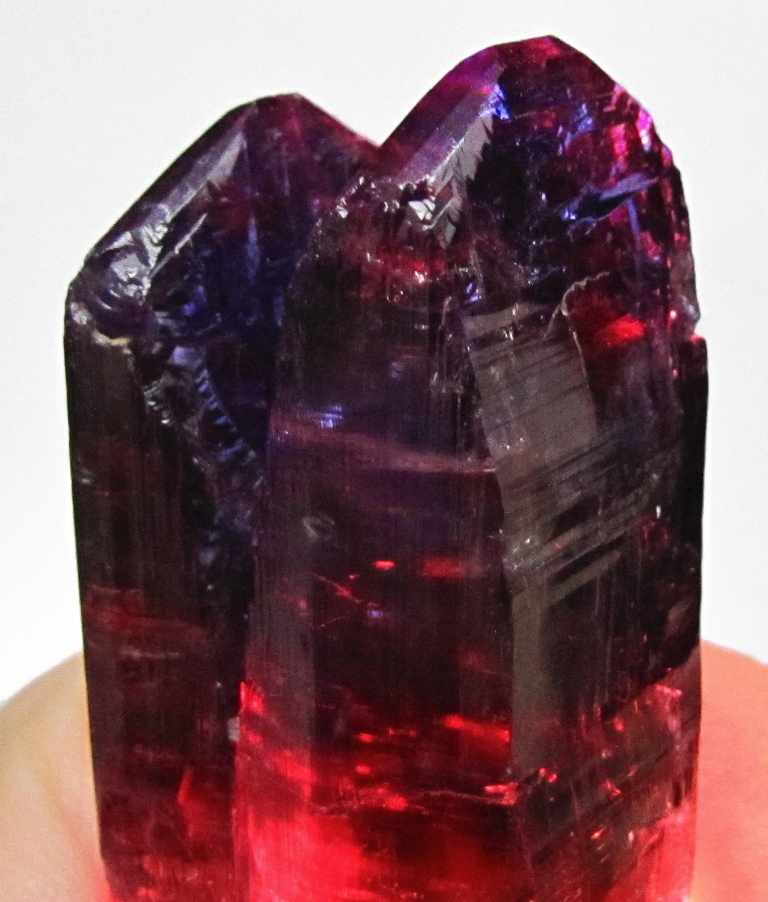